# Загребельный, Никита Игоревич
Никита Игоревич Загребельный (род. 2 октября 1996, Воронеж) — российский футболист, полузащитник.

## Карьера
Воспитанник воронежского «Факела». После игр за молодежный состав клуба, Загребельный несколько лет выступал за любительские коллективы Воронежской области. В феврале 2021 года хавбек подписал контракт с эстонской командой Премиум-Лиги «Нарва-Транс». Дебютировал в элите россиянин 25 апреля в матче против «Курессааре»: на 66-й минуте он вышел на замену вместо Николая Вдовиченко.
13 июля на 57 минуте матча забил дебютный гол в ворота «Таммека».
12 ноября Загребельный вместе с другими российскими легионерами Виталием Каленковичем, Михиалом Беловым и таджиком Табрези Давлатмиром покинул команду после окончания срока действия рабочей визы.